# Miroslav Škoro, uživo
Miroslav Škoro, uživo je album uživo hrvatskog pjevača Miroslava Škore.
Izdan je 1998. godine.

## Popis pjesama

### CD 1
1. Konji bili, konji vrani (4:11)
2. Najava (0:09)
3. Misli Baja (2:54)
4. Porodilja (3:16)
5. Ja sam taj što voli tambure (2:42)
6. Bajo na kupanju (3:21)
7. Stari Čikl (3:27)
8. Najava (0:13)
9. Majko jedina (4:07)
10. Da sam imo šaku dukata (gost: Boris Ćiro Gašparac) (4:03)
11. Najava (0:06)
12. Bećarska tuga (3:55)
13. Moja Juliška (3:18)
14. Fata i Eržika (2:49)
15. Garavošo, garava (3:05)
16. Tamburaši pokraj Dunava (3:06)
17. Ne dirajte mi ravnicu (gosti: Zlatni dukati) (4:21)

Ukupno vrijeme: 49:12

### CD 2
1. Ja se bojim da me ne voliš (4:14)
2. Mata i šaran (3:14)
3. Da mi je soko ptica biti (3:08)
4. Heroji ne plaču (4:36)
5. Najava (0:32)
6. Tako je Stipa volio Anu (gošća: Maja Blagdan) (5:07)
7. Dva vita čempresa (3:44)
8. Najava (0:09)
9. Ej, salaši (4:26)
10. Možda pijan, ali nisam jako (2:43)
11. Test inteligencije; Pljačka; Najava (3:33)
12. Što će meni život bez tebe (gosti: Gazde) (2:56)
13. Šumi, šumi javore (4:27)
14. Mata (5:34)
15. Oj, oraje (3:36)
16. Tajna najveća (gošća: Marta Nikolin) (3:51)
17. Kuća na kraju sela (3:32)
18. Otvor' ženo kapiju (3:41)

Ukupno vrijeme: 63:13
Ukupno vrijeme koncerta: 112:25
Pored starih uspješnica, na ovom albumu su se našle nove, također dobro primljene pjesme: "Garavušo garava", "Tako je Stipa volio Anu" i "Što će meni život bez tebe"